# Mother Love
«Mother Love» es una canción del grupo británico Queen, incluida en el disco póstumo Made In Heaven, publicado en 1995. Escrita por Brian May y Freddie Mercury, fue el último tema en el que Freddie puso su voz, en mayo de 1991, luego de que el grupo hubiese lanzado el disco Innuendo por completo, seis meses antes de su fallecimiento.
«Mother Love» es una canción triste, que Freddie no alcanzó a terminar, debido a que se encontraba en las últimas etapas de la enfermedad del SIDA. La obra fue completada por May, quien se encargó de cantar la última estrofa.

## Curiosidades
- «Mother Love» es uno de los pocos temas donde Brian toca otra guitarra eléctrica además de la Red Special.
- Concluyendo la letra, se presenta una muestra de la sesión grabada en el concierto de Queen de 1986 en el Wembley Stadium, junto con la introducción de la versión de estudio de «One Vision» y «Tie Your Mother Down».
- Hacia el final de la pista se presentan de manera unida y acelerada las canciones que grabó la banda, finalizando con el comienzo de «Goin’ Back», escrita por Carole King y Gerry Goffin, para la que Freddie (bajo el pseudónimo de Larry Lurex) proporcionó la voz principal, y el llanto de un bebé.
- Para la grabación de «Mother Love» se realizaban sesiones de una o dos horas por vez, de acuerdo a como se sintiera el cantante.[2]
- Mercury estaba agotado por el esfuerzo, cuenta May: «Llegamos hasta en el último verso y él dijo: “No me siento tan bien, creo que debería dejarlo para otro día. Lo terminaré cuando regrese, la próxima vez.” Nunca más volvió al estudio después de eso».[2]

## Versiones Oficiales
- Album Version (4:49).
- The eYe (4:14); instrumental que no incluye la parte final.
- Made in Heaven – The Films Edit (0:29); en el DVD, en la pantalla de Song Select.

## Créditos
- Freddie Mercury - voz principal y caja de ritmos
- Brian May - voz principal en última estrofa, sintetizadores y guitarra eléctrica
- John Deacon - bajo
- Roger Taylor - batería